# Robert Lighthizer
Robert Emmet Lighthizer (n. Ashtabula, Ohio, Estados Unidos, 11 de octubre de 1947) es un abogado y funcionario estadounidense que fue el Representante de Comercio de los Estados Unidos en la administración de Donald Trump desde 2017 hasta 2021.
Lighthizer fue uno de los principales arquitectos de la política comercial estadounidense durante la primera presidencia de Trump. Proteccionista y crítico del libre comercio, sus políticas están orientadas a la protección de la industria manufacturera en Estados Unidos. Lighthizer desempeñó un papel clave en la renegociación del TLCAN por parte de la administración de Trump y en la guerra comercial entre China y Estados Unidos. Muchas de estas políticas comerciales han sido continuadas, y en algunos casos ampliadas, por la administración de Joe Biden.

## Biografía

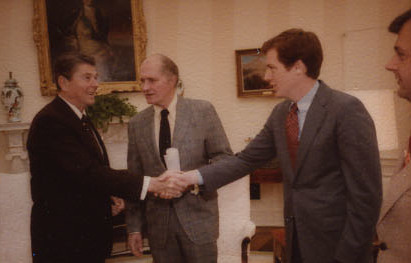
Lighthizer saludando al Presidente Ronald Reagan en 1983

Nació en la ciudad estadounidense de Ashtabula, en el Estado de Ohio, el día 11 de octubre de 1947.
Estudió en la Universidad de Georgetown, donde obtuvo en 1969 un título de grado Bachelor of Arts y en 1973 un Doctorado en Jurisprudencia.
Tras finalizar sus estudios universitarios, comenzó a trabajar como abogado y a día de hoy es dueño de su propio bufete situado en la ciudad de Washington D. C..
En el panorama político es miembro del Partido Republicano de los Estados Unidos y dentro del gobierno comenzó a ser representante de la industria del acero.
En 1983, durante la administración del Presidente Ronald Reagan, Lighthizer fue propuesto y confirmado para ocupar el cargo de representante adjunto de comercio de Estados Unidos, bajo las órdenes de Bill Brock. Durante su gestión, Lighthizer negoció más de dos docenas de acuerdos internacionales bilaterales, incluidos acuerdos sobre acero, automóviles y productos agrícolas. Como representante adjunto de comercio, Lighthizer también fue vicepresidente del consejo de la Corporación para Inversiones Privadas en el Extranjero.
En 1985 ingresó en la firma de abogados Skadden, Arps, Slate, Meagher & Flom. A partir de entonces, y hasta su vuelta al gobierno de la mano de Donald Trump en 2017, su carrera profesional se significaría en la defensa de los intereses del lobby de la industria del acero.

## 18.º Representante de Comercio de Estados Unidos
El 3 de enero de 2017, el presidente electo Donald Trump, anunció públicamente a Robert Lighthizer como Representante de Comercio de los Estados Unidos, dentro de su gabinete.
En su audiencia de confirmación, Lighthizer fue presentado por el exsenador Bob Dole y los senadores estadounidenses por Ohio Sherrod Brown y Rob Portman. Al presentar a Lighthizer, Brown dijo: "El Sr. Lighthizer está eminentemente calificado, como dijo el senador Dole, para este puesto. Tiene un largo historial de lucha en favor de los fabricantes estadounidenses, y yo añadiría, de los trabajadores estadounidenses."
The New York Times informó que los jefes del Rust Belt "tienen vínculos muy estrechos con varios altos funcionarios de la Administración Trump", incluyendo al representante de comercio Robert Lighthizer. Estas relaciones pueden haber contribuido a la decisión del gobierno de EE. UU. de aumentar significativamente los aranceles sobre las importaciones chinas.
Según múltiples artículos, Lighthizer se convirtió en uno de los funcionarios más influyentes de la administración de Trump y en la figura principal en la elaboración de la política comercial de su gobierno. Los artículos destacan su coincidencia con Trump en cuestiones comerciales.

## Política económica
Lighthizer ha afirmado que el uso de aranceles para promover la industria estadounidense es un principio del Partido Republicano que se remonta a los políticos proempresariales que lo fundaron. Lighthizer ha abogado por un "nuevo sistema americano" de política comercial que utilice aranceles para compensar el déficit comercial de Estados Unidos y reconstruir el sector manufacturero del país. En 2008, Lighthizer también defendió el proteccionismo.
Lighthizer ha acusado a China de prácticas comerciales desleales y ha escrito: "El ícono del conservadurismo moderno, Ronald Reagan, impuso cuotas a la importación del acero, protegió a Harley-Davidson de la competencia japonesa, restringió la importación de semiconductores y automóviles, y tomó innumerables medidas similares para mantener fuerte a la industria estadounidense. ¿De qué modo permitir que China manipule constantemente el comercio a su favor contribuye al principal objetivo conservador de hacer que los mercados sean más eficientes? Los mercados no funcionan mejor cuando la fabricación se traslada a China en gran parte gracias a las acciones de su gobierno."
En marzo de 2020, Lighthizer declaró que la pandemia de COVID-19 ha demostrado que Estados Unidos debe promover la fabricación nacional de suministros médicos y reducir su dependencia con países extranjeros.